# Sandrine Nnanga
Sandrine Nnanga, née un 29 juin, est une chanteuse et actrice camerounaise originaire de la région du Sud dans l'arrondissement de Metet. Elle chante en fang, duala, français et anglais.

## Biographie

### Enfance et débuts
Sandrine Nnanga est la dernière et unique fille d'une fratrie de cinq enfants. Elle fait ses débuts dans un groupe de chorale classique, au sein du college la Retraite à Yaoundé. Elle est découverte lors d'un concours de musique scolaire par les musiciens du groupe Macase, alors à la recherche d'une voix féminine[source secondaire souhaitée].
En 2011, Sandrine Nnanga rejoint le groupe et entame ainsi sa carrière musicale d'abords en tant que choriste du groupe, et ensuite devient l'un des leads vocals[source secondaire souhaitée].

### Carrière musicale
En 2016, elle obtient un BTS en comptabilité et gestion des entreprises, puis une licence pro en marketing et management opérationnel , et en 2017, elle décide de se lancer en solo.
En 2018, elle dévoile la chanson Mulema. Sa reprise de Osi Dimbea de Ben Decca et Grace Decca lui voue la sympathie du grand public Camerounais. Sandrine Nnanga se fait davantage connaitre avec le titre Pour la vie.
En novembre 2018, elle signe avec le label de musique Big Dreams Entertainment, et sort en janvier 2019 le titre M'aa.
Sandrine Nnanga sort son premier album Introduction, en novembre 2020. Un album de dix titres entre bikutsi, zouk, dancehall et d'autres rythmes.
Après deux années d'arrêt musical pour donner la priorité à la maternité, Sandrine Nnanga fait son retour en septembre 2022, avec le titre Ton feu.
En avril 2023, elle est sur la scène de l'institut français du Cameroun à Douala, pour un concert. Sandrine Nnanga est également partenaire et coproductrice du label Metroomedia, dans lequel elle est signée. Au mois de juillet, toujours en 2023, elle sort l'EP intitulé essence, une production musicale de sept titres.

### Vie privée
Elle est mariée avec le réalisateur camerounais Adah Akenjiavec qui elle a deux enfants.

### Cinéma
Sandrine Nnanga fait ses débuts au cinéma en 2021 en tant qu'actrice dans le film Pour le meilleur et non le pire de Blaise Ntedju. Un rôle qui lui vaut une récompense.

## Discographie

### Album
- 2020 : Introduction[13].

### EP
- 2023 : Essence.

### Singles
- 2018 : Mulema.
- 2018 Osi dimbea.
- 2019 : Ma'a.
- 2019: Pas besoin.
- 2019 : Pour la vie[14].
- 2021 : Ngan.
- 2021 : Danse[15].
- 2022 Ton feu.

### Collaborations
Le chemin  avec Xzafrane.

## Prix et récompenses
- 2022 :  Meilleure interprétation féminine au festival international du cinéma indépendant de Bafoussam[17].